# Paramunisierung
Die Paramunisierung oder paraspezifische Schutzimpfung ist ein Verfahren, welches vor allem in der Tiermedizin angewendet wird. Durch Verabreichung von Paramunitätsinducern wird die unspezifische Abwehr des Organismus (Paraimmunität oder Paramunität) angeregt, die Wirkstoffe selbst haben keine primäre Wirkung. Als Paramunitätsinducer werden vor allem inaktivierte Pockenviren eingesetzt, die für die Zieltierart nicht krankheitsauslösend sind. Ähnlich wie bei einer Impfung werden Phagozyten aktiviert, welche über Botenstoffe Effektorzellen der Immunabwehr aktivieren. Die Wirkung setzt bereits nach etwa 6 Stunden ein, hält aber nur wenige Tage an. Die Paramunisierung kann sowohl prophylaktisch als auch therapeutisch erfolgen. Paramunitätsinducer können lokal oder parenteral verabreicht werden. Indikationen sind vor allem Viruskrankheiten, Faktorenkrankheiten, Immunschwäche und Infektionsschutz bei Neugeborenen.